# Иванов, Юрий Михайлович (Герой Социалистического Труда)
Юрий Михайлович Иванов — советский хозяйственный, государственный и политический деятель, Герой Социалистического Труда.

## Биография
Родился в 1931 году в деревне Макариха. Член КПСС с 1958 года.
С 1946 года — на хозяйственной, общественной и политической работе. В 1946—2018 гг. — колхозник, бригадир полеводческой бригады в колхозе «Красный Октябрь» в селе Беляницы Сонковского района Калининской области, военнослужащий Советской Армии, председатель колхоза «Красный Октябрь» Сонковского района Калининской области/сельскохозяйственного производственного кооператива «Красный Октябрь».
Указом Президиума Верховного Совета СССР от 29 августа 1986 года присвоено звание Героя Социалистического Труда с вручением ордена Ленина и золотой медали «Серп и Молот».
Избирался депутатом Верховного Совета СССР 9-го созыва.
Заслуженный агроном РСФСР.
Живёт в селе Беляницы Сонковского района.